# Ernest Albrecht von Eberstein

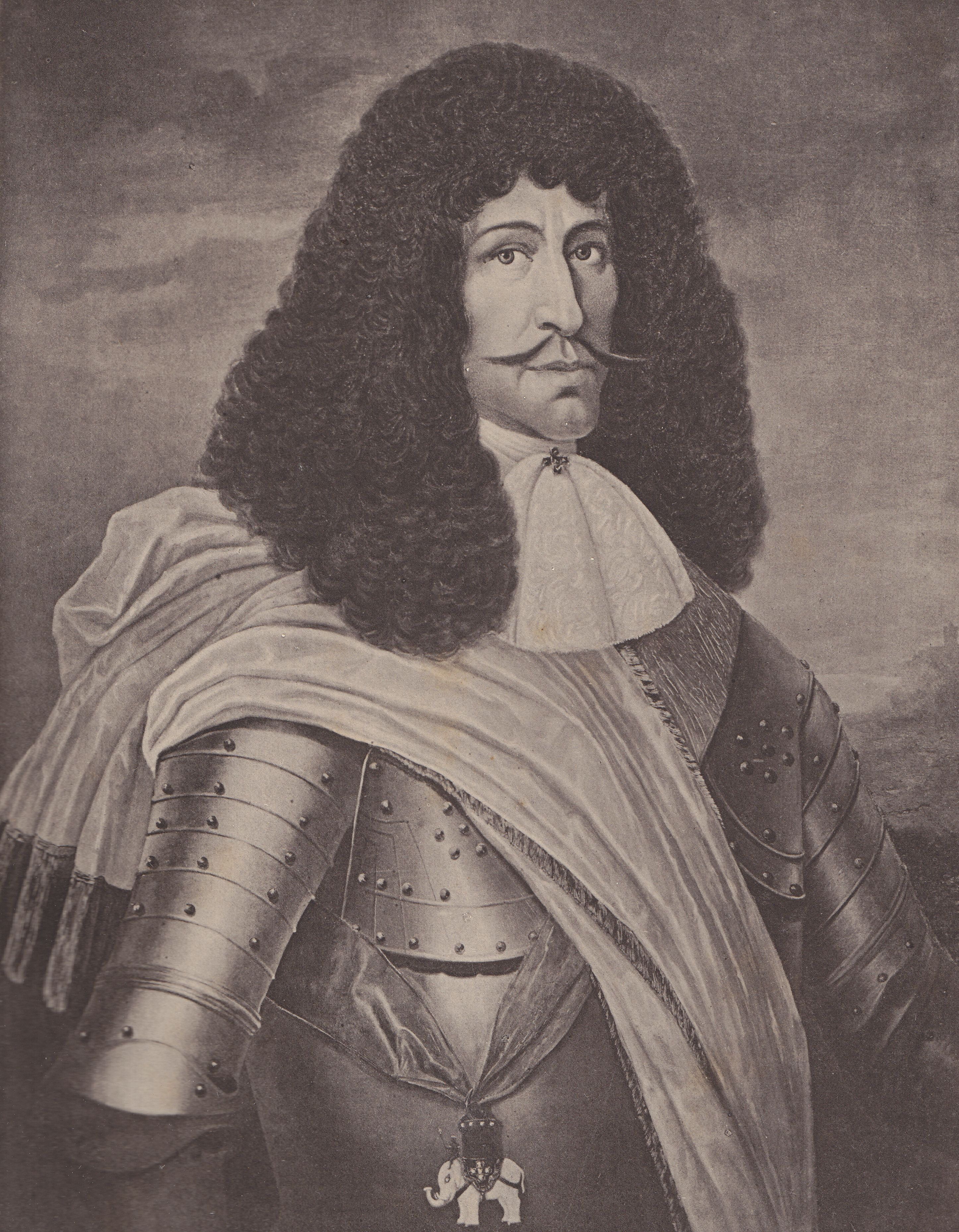
Eberstein

Ernest Albrecht von Eberstein (ur. 6 czerwca 1605 w Gehofen, zm. 9 czerwca 1676 w Neuhaus k. Sangerhausen) – feldmarszałek w wojsku duńskim i saskim.
Był dwukrotnie żonaty, najpierw z Elizabeth Boren, a 6 maja 1638 poślubił w Neuhaus Ottilie Elisabeth von Ditfurth (1618–1675).
Graf Ernst Albrecht von Eberstein uchodził za błyskotliwego taktyka, który sztuki wojennej uczył się podczas wojny trzydziestoletniej.

## Początki kariery wojskowej
Kariera Ernsta Albrechta rozpoczęła się już w wieku 11 lat, gdy towarzyszył on swemu wujowi, podpułkownikowi von Lauterbach. Początkowo jego wuj był gubernatorem Deventer w Holandii, a potem służył w Czechach. Jako sojusznik Fryderyka V, von Lauterbach brał udział w bitwie na Białej Górze, a następnie służył pod wodzą hrabiego Mansfelda.
W roku 1622 17-letni Ernst Albrecht walczył jako zwykły żołnierz w armii Tilly'ego. Później wstąpił do armii szwedzkiej, w której jako kapral walczył przeciwko Polsce przez pięć lat. W roku 1630 służył w zakresie dyplomacji księciu Wilhelmowi von Sachsen-Weimar. Potem w służbie u hrabiego Wilhelma von Hessen-Kassel doszedł do rangi majora.

## Oficer w wojnie trzydziestoletniej
Podczas słynnej bitwy pod Lützen von Eberstein dowodził na prawym skrzydle armii szwedzkiej. W roku 1634 został podpułkownikiem i stanął na czele regimentu. Później von Hessen-Kassel postawił go na czele wszystkich swoich regimentów i nadał mu rangę pułkownika.
W listopadzie 1636 dowodząc 6 regimentami, w tym 4 regimentami kawalerii, dołączył pod Frankenhausen do szwedzkiego feldmarszałka Banera, pomagając mu w oblężeniu Lipska. Gdy wojska cesarskie zmusiły Banera, by wycofał się do Szczecina, von Eberstein prowadził działania osłonowe. Dzięki jego talentom odwrót udał się i armia szwedzka zdołała się uratować.
W początku roku 1639 razem ze Szwedami wtargnął do Czech, a wkrótce potem wziął udział w krwawej bitwie pod Chemnitz. Kontynuując walkę w Turyngii pobił będących w służbie cesarskiej Chorwatów, których potem ścigał do Duderstadt, gdzie ci ostatecznie skapitulowali. Na rozkaz hrabiny Amalii Elżbiety dołączył do armii Hesji-Kassel. Od czerwca do września 1641 wspomagał blokadę twierdzy Wolfenbüttel.
Uzyskawszy rangę generała majora, wraz z generałem Gürbriantem wziął 4 regimenty i 1600 ludzi by wesprzeć operacje szwedzkich sił pod feldmarszałkiem Torstenssonem w roku 1642. Dnia 24 września wraz ze Szwedami przeprawili się przez Ren koło Wesel i przybyli pod Lipsk w środku listopada. Gdy okazało się, że miasto już upadło, wówczas Eberstein i Gürbriant wkroczyli do Bawarii. Pobici trzykrotnie, zostali zmuszeni do odwrotu. Na rozkaz hrabiny Amalii Elżbiety wrócili w połowie roku 1643 i po przekroczeniu Renu przystąpili do oblężenia Duren oraz zbierania kontrybucji w Akwizgranie i okolicach. Wkrótce na skutek swoich starań Ernst Albrecht uzyskał zwolnienie od służby w wojskach hrabiny.
Osiem miesięcy później wstąpił do służby w armii władcy Hesji-Darmstadt Grzegorza II jako komendant twierdzy Giefen. Dnia 7 lutego 1646 awansował na generała lejtnanta obejmując dowództwo nad wszystkimi wojskami w Giefen i okolicy. W 1648 został mianowany feldmarszałkiem lejtnantem. Po zawarciu pokoju wrócił do domu.

## W służbie króla Danii
W roku 1657 król Danii Fryderyk III poprosił Albrechta Ernesta by pomógł mu w wojnie ze Szwecją. Eberstein zgodził się, a Fryderyk wyniósł go do rangi feldmarszałka i powierzył mu dowodzenie nad całą armia duńską wraz z feldmarszałkiem Hansem Schackiem. W listopadzie 1659 roku z powodzeniem przedostał się na wyspę Fionię i pobił Szwedów pod Nyborgiem.
W 1665 został kawalerem Orderu Słonia, najwyższego odznaczenia w królestwie Danii, a do tego otrzymał honorowy tytuł książęcy. Dostał także upragnione zwolnienie ze służby w armii duńskiej.

## Ostatnie lata życia
Zaraz po odejściu z armii duńskiej posypały się propozycje z licznych krajów, ale Ernst Albrecht postanowił na starość wrócić do ojczyzny i dlatego przyjął propozycję służby w armii saskiej w stopniu feldmarszałka.
W czasach pokoju Ernst Albrecht spędzał większość swego czasu w swych posiadłościach, głównie w zamku Neuhaus, niedaleko Harzgerode. Tam właśnie zmarł przeżywszy 71 lat. Pochowany został w Sehofen, a grób jego został udekorowany trofeami spod Nyborga.